# Лохвицька вулиця (Київ)
Ло́хвицька ву́лиця — вулиця в Дніпровському районі міста Києва, місцевість Стара Дарниця. Пролягає від Сиваської вулиці до кінця забудови (поблизу Празької вулиці). 
Прилучаються вулиці Дністерська, Княгині Інгігерди, провулки Устима Кармелюка і Князя Ярополка Святославича.

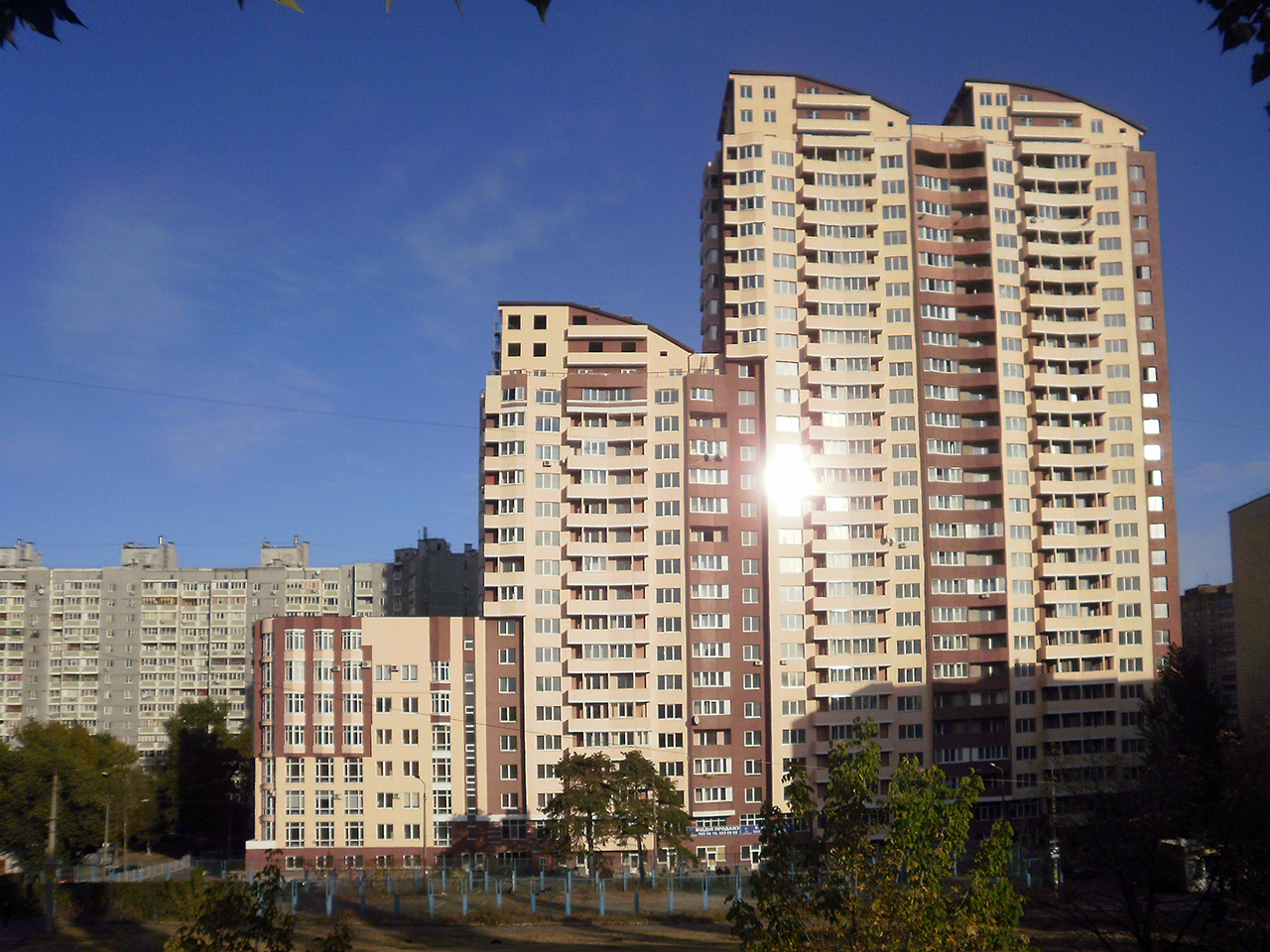
житловий будинок «Стародарницький» (Харківське шосе, 17а), 2011, що мав будівельну адресу вул. Лохвицька, 1
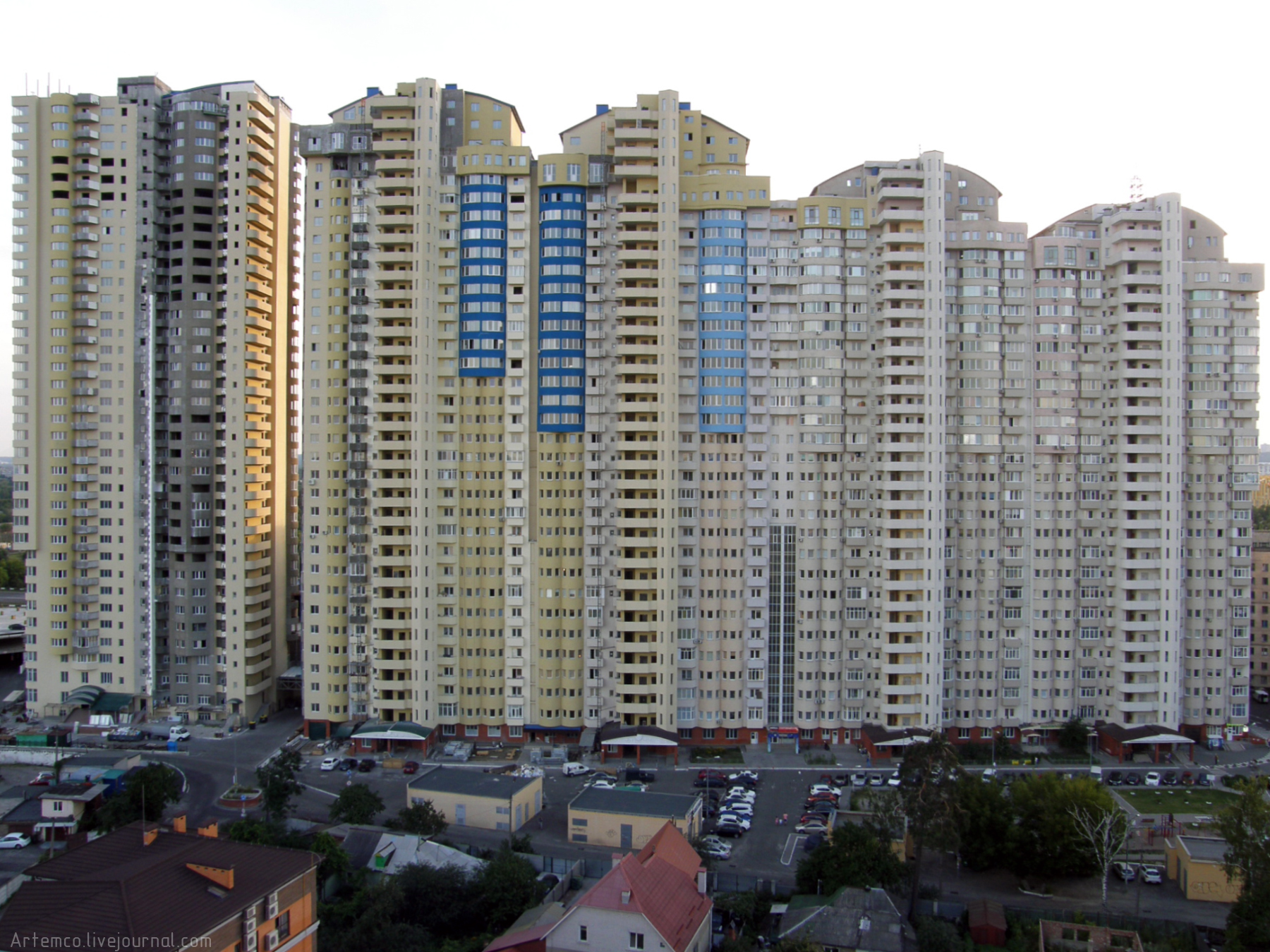
БФК «Мега-ситі» (Харківське шосе, 19) з боку вул. Лохвицької
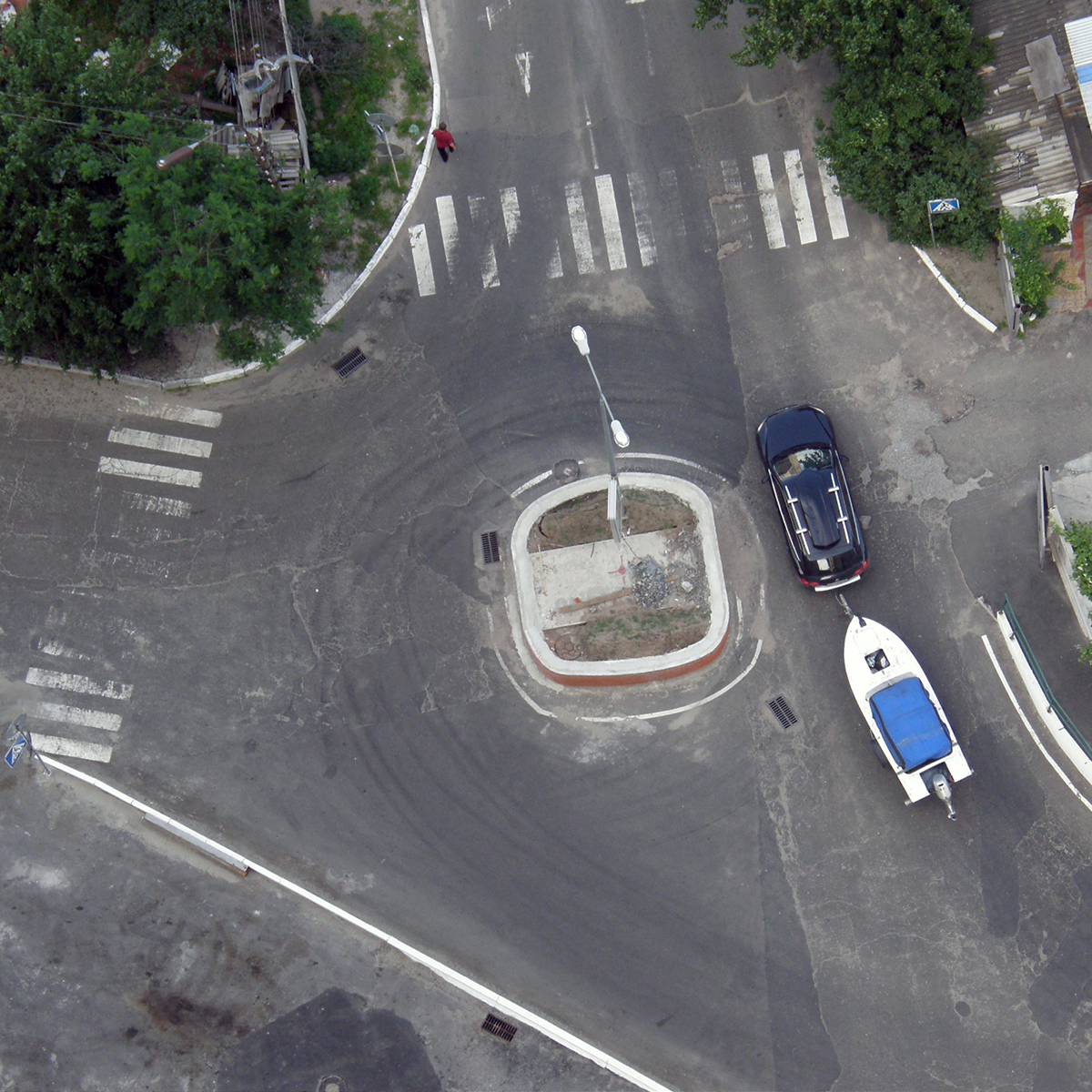
перетин вулиць Лохвицької (зліва) і Сиваської (справа)

## Історія
Виникла у середині XX століття під назвою Нова вулиця. Сучасна назва — з 1955 року, на честь міста Лохвиця. До початку XXI століття вулиці була забудована лише з парного боку, приватними садибами. У 2000-х роках почалося активне будівництво сучасних багатоповерхових житлово-офісних комплексів з непарного боку Лохвицької вулиці.